# Det Mørke Tårn
 Ikke at forveksle med Det Sorte Tårn.
Det Mørke Tårn er en episk serie af fantasy-romaner af forfatteren Stephen King, ifølge ham inspireret af digtet Childe Roland to the Dark Tower Came af Robert Browning (1812 - 1889).
Værket består af følgende bind;
1. Revolvermanden (1991) (originaltitel: The Gunslinger (1982, 2003))
2. Udvælgelsen (1991) (originaltitel: The Drawing of the Three (1987))
3. Ødemarken (1993) (originaltitel: The Wastelands (1991))
4. Troldmanden og glaskuglen (1998) (originaltitel: Wizard and Glass (1997))
5. Ulvene (originaltitel: Wolves of the Calla (2003))
6. Susannah Udgivet på dansk oktober 2005 (originaltitel: Song of Susannah (2004))
7. Det mørke tårn (originaltitel: The Dark Tower (2004))
8. Vinden igennem nøglehullet (originaltitel: The Wind through the Keyhole (2012))